# Schießhaus (Braunfels)

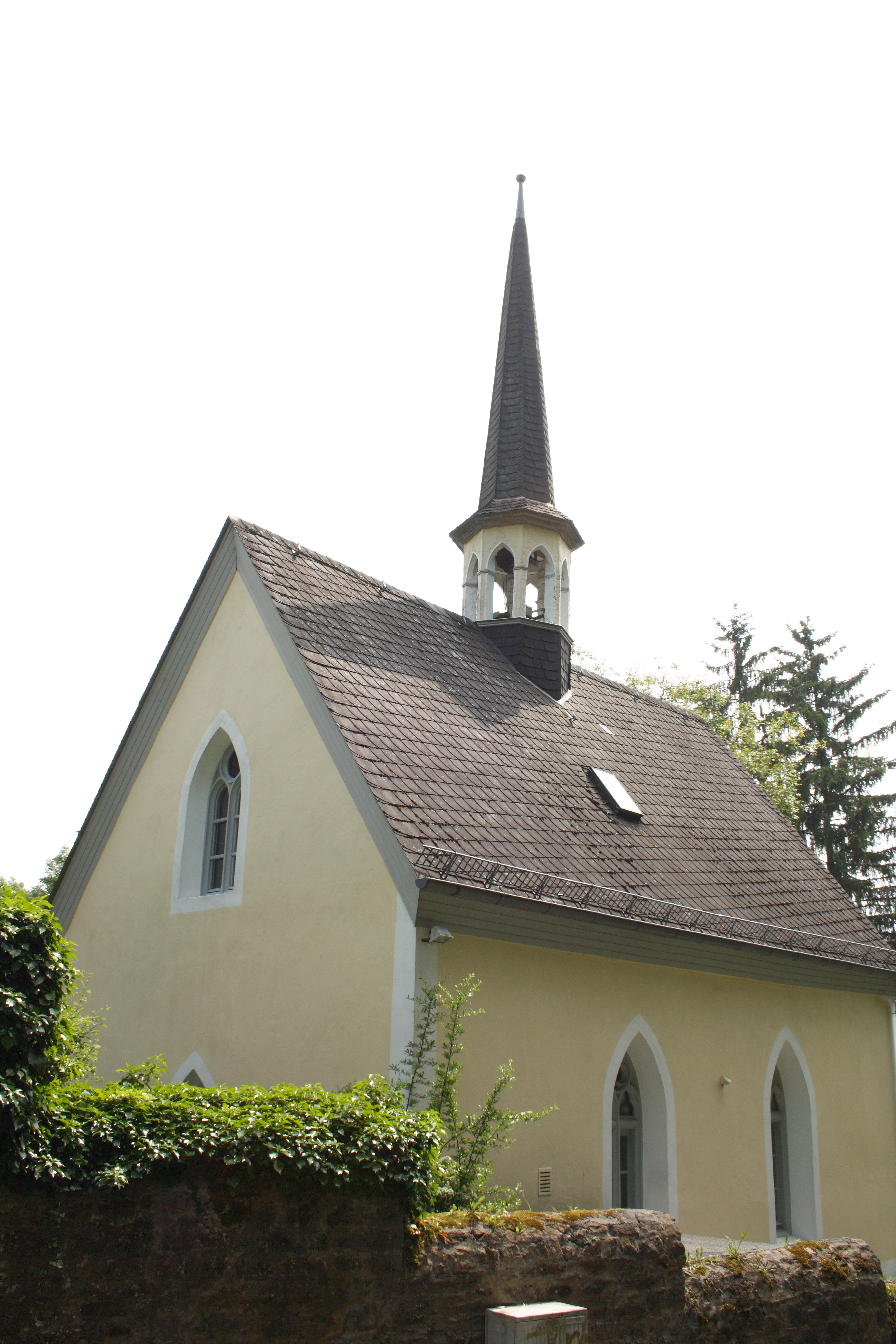
Schießhaus in Braunfels, Nord- und Westseite

Das Schießhaus in Braunfels, einer Stadt im Lahn-Dill-Kreis in Hessen, wurde 1838 errichtet. Das Haus im Herrengarten (St. Georger Berg 5), einem Teil des heutigen Kurparks, ist ein geschütztes Baudenkmal.

## Beschreibung
Im Jahr 1838 ließ Fürst Ferdinand zu Solms-Braunfels ein Schießhaus für die fürstlichen Jäger und Förster errichten. Der neugotische Bau sieht einer Kapelle mit Maßwerkfenstern und Dachreiter mit Glocke zum Verwechseln ähnlich. Das renovierte Gebäude wird heute als Wohnhaus genutzt.